# David Vaněček (Fußballspieler, 1991)
David Vaněček (* 9. März 1991 in Planá u Mariánských Lázní) ist ein tschechischer Fußballspieler. Er ist der Cousin des gleichnamigen ehemaligen Fußballspielers David Vaněček.

## Karriere

### Verein
David Vaněček wurde in Planá u Mariánských Lázní, 10 km südwestlich von Marienbad geboren. Bis zum Jahr 2009 spielte er in der Jugend von Viktoria Pilsen. In den Spielzeiten 2009/10 und 2010/11 absolvierte er jeweils zwei Ligaspiele für den Verein. Mit Pilsen gewann er 2010 den Tschechischen Pokal und 2011 die Meisterschaft und den Supercup. Danach wurde er für die folgenden Jahre an sechs verschiedene Vereine in Tschechien verliehen, darunter die Zweitligisten FC MAS Táborsko, FK Ústí nad Labem, FC Sellier & Bellot Vlašim, FK Baník Sokolov und FC Hradec Králové sowie an den Erstligaverein FC Vysočina Jihlava. In Hradec Králové wurde der Stürmer in der Saison 2013/14 mit 17 Treffern Torschützenkönig, und verhalf dem Verein hinter Dynamo Budweis aufzusteigen. Daraufhin wurde Vaněček fest verpflichtet. Nach dem direkten Abstieg 2015, folgte ein Jahr später der zweite Aufstieg. Im Jahr 2016 wechselte er zum FK Teplice. 
Im Januar 2019 wechselte er zum schottischen Erstligisten Heart of Midlothian. Im Juni 2019 wurde sein Vertrag in Edinburgh vorzeitig aufgelöst. Er wechselte danach nach Ungarn zum Puskás Akadémia FC.

### Nationalmannschaft
Vaněček spielte zwischen 2007 und 2010 in der U-16, U-18 und U-19-Nationalmannschaft von Tschechien.